# Radical Entertainment
 (octobre 2019).
Si vous disposez d'ouvrages ou d'articles de référence ou si vous connaissez des sites web de qualité traitant du thème abordé ici, merci de compléter l'article en donnant les références utiles à sa vérifiabilité et en les liant à la section « Notes et références ».
Radical Entertainment est un studio de développement de jeu vidéo basé à Vancouver, Colombie-Britannique, au Canada. Il fut fondé en 1991 et a développé des jeux pour THQ, Microsoft et Fox Interactive. Il est devenu ensuite une filiale d'Activision Blizzard jusqu'à sa disparition des radars en 2012. Récemment, le studio a refait parler de lui lors de l'acquisition d'Activision/Blizzard/King par Microsoft comme un studio toujours existant et fonctionnel. Le studio aurait participé au développement du jeu Destiny au côté de Bungie et également aurait travaillé sur des collaborations sur la série Call of Duty. Néanmoins, l'équipe de Radical Entertainment telle que l'on connaît n'existerait plus et se serait rattaché à d'autres filiales du groupe Activision à Vancouver.

## 369 Interactive
369 Interactive était une division de Radical qui produit des jeux point & click sur la série Les Experts en partenariat avec Ubisoft,.
| Année                    | Titre                             | Editeur | Plateforme                     | Ref.  |
| ------------------------ | --------------------------------- | ------- | ------------------------------ | ----- |
| 2003                     | Les Experts                       | Ubisoft | Microsoft Windows, Xbox        | [ 5 ] |
| PC : 2004 DS : 2007      | Les Experts: Meurtres à Las Vegas | Ubisoft | Microsoft Windows, Nintendo DS | [ 5 ] |
| USA : 2004 France : 2005 | Les Experts: Miami                | Ubisoft | Microsoft Windows              | [ 5 ] |

## Jeux développés
| Année | Titre                                              | Editeur                                                     | Plateforme                                                                         | Ref.  |
| ----- | -------------------------------------------------- | ----------------------------------------------------------- | ---------------------------------------------------------------------------------- | ----- |
| 1992  | The Terminator                                     | Mindscape                                                   | Super Nintendo                                                                     | [ 6 ] |
| 1992  | Mario a disparu!                                   | Mindscape                                                   | NES                                                                                |       |
| 1992  | The Adventures of Rocky and Bullwinkle and Friends | THQ                                                         | NES                                                                                | [ 6 ] |
| 1993  | Mario's Time Machine                               | Mindscape                                                   | NES, Super Nintendo                                                                | [ 6 ] |
| 1993  | The Battle of Olympus                              | Imagineer                                                   | Game Boy                                                                           | [ 6 ] |
| 1994  | Speed Racer in My Most Dangerous Adventures        | Accolade                                                    | Super Nintendo                                                                     |       |
| 1994  | Pelé's World Tournament Soccer                     | Accolade                                                    | Mega Drive                                                                         |       |
| 1994  | Bebe's Kids                                        | Paramount Interactive, Motown Games, Mandingo Entertainment | Super Nintendo                                                                     | [ 6 ] |
| 1994  | MTV's Beavis and Butt-Head                         | Viacom New Media                                            | Mega Drive                                                                         | [ 6 ] |
| 1994  | Brett Hull Hockey 95                               | Accolade                                                    | Mega Drive, Super Nintendo, DOS (1995)                                             |       |
| 1996  | NHL Powerplay '96                                  | Virgin Interactive Enterntainment                           | PlayStation, Sega Saturn, Windows                                                  | [ 6 ] |
| 1996  | Grid Runner                                        | Virgin Interactive Enterntainment                           | PlayStation, Sega Saturn, Windows                                                  | [ 6 ] |
| 1996  | The Divide: Enemies Within                         | Viacom New Media                                            | PlayStation, Windows                                                               | [ 6 ] |
| 1997  | Independence Day                                   | Fox Interactive                                             | PlayStation, Sega Saturn, Windows                                                  | [ 6 ] |
| 1997  | NHL Powerplay '98                                  | Virgin Interactive Enterntainment, Sega                     | PlayStation, Sega Saturn, Windows                                                  |       |
| 1998  | Bloodlines                                         | Sony Computer Entertainment Europe                          | PlayStation                                                                        |       |
| 1998  | ESPN X Games Pro Boarder                           | Electronic Arts                                             | PlayStation, Windows                                                               | [ 6 ] |
| 1999  | NHL Championship 2000                              | Fox Interactive                                             | PlayStation, Windows                                                               | [ 6 ] |
| 1999  | MTV Sports: Snowboarding                           | THQ                                                         | PlayStation                                                                        | [ 6 ] |
| 2000  | Jackie Chan Stuntmaster                            | Sony Computer Entertainment                                 | PlayStation                                                                        | [ 6 ] |
| 2001  | The Simpsons: Road Rage                            | Electronic Arts                                             | Xbox, PlayStation 2, GameCube                                                      | [ 6 ] |
| 2001  | Tetris Worlds                                      | THQ                                                         | Xbox, GameCube                                                                     | [ 6 ] |
| 2001  | Dark Summit                                        | THQ                                                         | Xbox, PlayStation 2, GameCube                                                      | [ 6 ] |
| 2002  | James Cameron's Dark Angel                         | Sierra Entertainment                                        | Xbox, PlayStation 2                                                                | [ 6 ] |
| 2003  | Hulk                                               | Vivendi Games                                               | Xbox, PlayStation 2, GameCube, Windows                                             | [ 6 ] |
| 2003  | The Simpsons: Hit and Run                          | Vivendi Games (AN), Sierra Entertainment                    | Xbox, PlayStation 2, GameCube, Windows                                             | [ 6 ] |
| 2005  | Crash Tag Team Racing                              | Vivendi Games (JAP), Sierra Entertainment                   | Xbox, PlayStation 2, GameCube, Game Boy Advance, Nintendo DS, PlayStation Portable | [ 6 ] |
| 2005  | The Incredible Hulk: Ultimate Destruction          | Vivendi Games                                               | Xbox, PlayStation 2, GameCube                                                      | [ 6 ] |
| 2006  | Scarface: The World Is Yours                       | Vivendi Games                                               | Xbox, PlayStation 2, WII, Windows                                                  | [ 6 ] |
| 2007  | Crash of the Titans                                | Sierra Entertainment                                        | Xbox 360, PlayStation 2, WII                                                       | [ 6 ] |
| 2008  | Crash: Génération Mutant                           | Sierra Entertainment, Activision                            | Xbox 360, PlayStation 2, WII                                                       | [ 6 ] |
| 2009  | Prototype                                          | Activision                                                  | Xbox 360, Xbox One, PlayStation 3, PlayStation 4                                   | [ 6 ] |
| 2012  | Prototype 2                                        | Activision                                                  | Xbox 360, Xbox One, PlayStation 3, PlayStation 4                                   | [ 6 ] |
| 2014  | Destiny (Collaboration avec Bungie)                | Activision                                                  | Xbox 360, Xbox One, PlayStation 3, PlayStation 4                                   | [ 7 ] |